# آرنهم ۱۳۲۰۹
سیارک ۱۳۲۰۹ (به انگلیسی: 13209 Arnhem، نامگذاری:1997GQ41)۱۳۲۰۹مین سیارک کشف شده‌است که در ۰۹ آوریل ۱۹۹۷ کشف شد.